# Sanicula kauaiensis
Sanicula kauaiensis är en flockblommig växtart som beskrevs av Edward Porter St.John. Sanicula kauaiensis ingår i släktet sårläkor, och familjen flockblommiga växter. Inga underarter finns listade i Catalogue of Life.